# Quangang
Quangang är ett stadsdistrikt i staden Quanzhou i provinsen Fujian i sydöstra Kina.
Quangang  är indelat i ett stadsdelsdistrikt och sex köpingar.
Stadsdelsdistrikt (jiedao):
- Shanyao (山腰街道)

Köpingar (zhen):

- Fengwei (峰尾镇)
- Houlong (后龙镇)
- Jieshan (界山镇)
- Nanpu (南埔镇)
- Qianhuang (前黄镇)
- Tuling (涂岭镇)